# Le Taillan-Médoc
Le Taillan-Médoc é uma comuna francesa na região administrativa da Nova Aquitânia, no departamento da Gironda. Estende-se por uma área de 15,14 km². Em 2010 a comuna tinha 10 263 habitantes (densidade: 677,9 hab./km²).